# Megalagrion oahuense
Megalagrion oahuense là một loài chuồn chuồn kim thuộc họ Coenagrionidae. Đây là loài đặc hữu của Hawaii.